# Enzo Scarano
Pour les articles homonymes, voir Scarano.
Enzo Scarano est un homme politique vénézuélien.

## Biographie
Il est déclaré inéligible en 2018. Il est de nouveau arrêté en août 2024 lors des manifestations de 2024 au Venezuela.